# مایکل کولگانف
مایکل کولگانف (عبری: מיכאל (מישה) קולגנוב‎؛ زادهٔ ۲۴ اکتبر ۱۹۷۴) قایقران کانو اهل اسرائیل است.